# Adam Bilzerian
Adam J. Bilzerian (armensko Ադամ Պիլզերեան), ameriški pokeraš in pisatelj armenskih korenin, * 1983, Tampa, Florida, Združene države Amerike.

## Zgodnje življenje
Bilzerian je sin armensko-ameriškega podjetnika Paula Bilzeriana, odraščal je v Floridi. Njegov brat je Dan Bilzerian. Obiskoval je srednjo šolo Gaither, kjer je tekmoval v tenisu.
11. junija 2001 so agenti FBI vdrli v rezidenco Bilzerianovih v Tampi na Floridi zaradi obtožb tržne manipulacije, ki naj bi jih izvedel Adamov oče Paul Bilzerian. Sosed je napad opisal kot "čisto zastraševanje". Paulu je bila prisojena zaporna kazen in se ni smel udeležiti mature svojega sina. Po tem dogodku naj bi Adam podvomil v svoje sanje, da bi postal vojak; v novinarskih intervjujih je dejal: "Kako bi se lahko boril za svojo državo, ko to počnejo [vašemu očetu]?" Dolgoročno se je izkazalo, da je incident trajno vplival na Bilzerianov svetovni nazor. Nadaljeval je študij na univerzi Vanderbilt in si pridobil naziv B.A. iz zgodovine. Bil je priča predsedniškim volitvam v ZDA leta 2004, ko je bil Bush izvoljen za drugi predsedniški mandat; Bilzerian je to videl kot slab znak za prihodnost svoboščin zakona o pravicah in začel iskati možnosti za izselitev iz ZDA in uveljavitev v tujini. Leta 2007 je kupil bivališče na otoški državi Sveti Krištof in Nevis, kjer je naslednje leto pridobil tudi državljanstvo in se odpovedal ameriškemu. Leta 2018 je dobil tudi armensko državljanstvo.

## Pokeraška kariera
Bilzerian se je uvrstil na 47. mesto v World Series of Poker 2009 in osvojil 138.568 $. Na turnirju je sodeloval tudi njegov brat Dan; njun nastop je Norman Chad poimenoval "Leteči bratje Bilzerian". Sodeloval je tudi v World Series of Poker 2010.
V Bellagio v Las Vegasu je zasebno igral poker z bejzbolistom Alexom Rodriguezom in menda je bil presenečen nad Rodriguezovo spretnostjo.